# ATP Challenger Blumenau-2
Das ATP Challenger Blumenau-2 (offizieller Name: Circuito Dove Men+Care Blumenau) war ein einmalig 2022 stattfindendes Tennisturnier in Blumenau, Brasilien. Es war Teil der ATP Challenger Tour und wurde im Freien auf Sand ausgetragen.

## Liste der Sieger

### Einzel
| Jahr | Sieger         | Finalgegner          | Ergebnis      |
| ---- | -------------- | -------------------- | ------------- |
| 2022 | Igor Marcondes | Juan Bautista Torres | 3:6, 7:5, 6:1 |

### Doppel
| Jahr | Sieger                        | Finalgegner                      | Ergebnis  |
| ---- | ----------------------------- | -------------------------------- | --------- |
| 2022 | Boris Arias Federico Zeballos | Diego Hidalgo Cristian Rodríguez | 7:63, 6:1 |